# Ozarba reducta
Ozarba reducta är en fjärilsart som beskrevs av Emilio Berio 1940. Ozarba reducta ingår i släktet Ozarba och familjen nattflyn. Inga underarter finns listade i Catalogue of Life.